# Klarobelia napoensis
Klarobelia napoensis är en kirimojaväxtart som beskrevs av Laurentius 'Lars' Willem Chatrou. Klarobelia napoensis ingår i släktet Klarobelia och familjen kirimojaväxter. Inga underarter finns listade i Catalogue of Life.